# قائمة قلاع تركيا

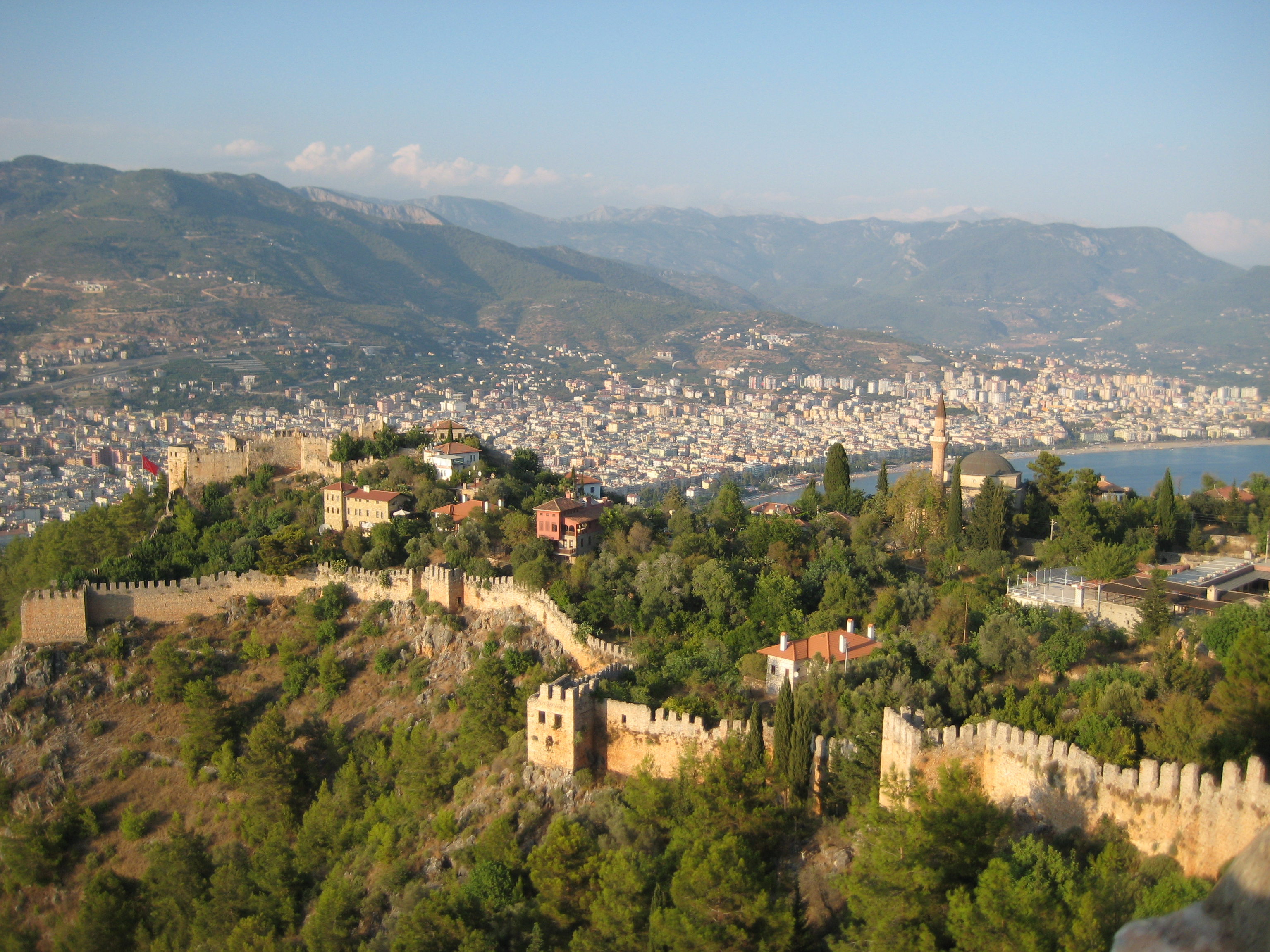
قلعة ألانيا

القَلْعَة هو حصن منيع يشيَّد في موقع يصعب الوصول إليه، وغالبًا ما يكون على قمة جبل أو مشرفًا على بحر، وقد وجد بعضها مشيداً على أرض منبسطة.

## قائمة قلاع تركيا
تحتوي هذه القائمة على أسماء القلاع في تركيا.
- تشبه

- قلعة ألانيا
- قلعة الروم
- قلعة توكات
- قلعة داجلي
- قلعة ديار بكر
- قلعة سانت بيير
- قلعة غازي عنتاب
- قلعة يوروس
- قلعة الأناضول
- قلعة روملي حصار
- قلعة ريفا
- سجن قلعة سينوب